# 奧古斯特一世 (施瓦茨堡-松德斯豪森)
奧古斯特一世（德語：August I. von Schwarzburg-Sondershausen，1691年4月27日—1750年10月27日），施瓦茨堡-松德斯豪森親王克里斯蒂安·威廉與第二任妻子威廉明妮·克莉絲汀的次子。

## 家庭
1721年，奧古斯特與安哈特-貝恩堡親王卡爾·腓特烈的女兒夏洛特·索菲結婚，兩人共有2子1女：
1. 夏洛特（1732年—1774年）
2. 克里斯蒂安（1736年—1794年）
3. 奧古斯特（1738年—1806年）